# Alejandra Oliveras
Alejandra Marina Oliveras (El Carmen, Jujuy; 20 de marzo de 1978-Santa Fe; 28 de julio de 2025), conocida mayormente por el apodo de Locomotora, fue una boxeadora, activista social, filántropa e influencer argentina. Como profesional del boxeo femenino obtuvo seis coronas mundiales que incluyen las de peso supergallo de la WBC, de peso pluma de la WBA y de peso ligero de la WBC. A lo largo de su carrera acumuló 33 victorias, tres derrotas y dos empates.
Desde sus comienzos colaboró solidariamente con comedores y grupos sociales. En 2020, debido a la pandemia del COVID-19, se radicó en la ciudad de Santo Tomé (provincia de Santa Fe), donde junto a sus amigas creó el Team Locomotora, un grupo de solidaridad con el que emprendió un fuerte trabajo social y mediante el cual realizaba colecta de alimentos para colaborar con distintos merenderos. Además, dirigió varias escuelas de boxeo en distintas localidades, dándole a jóvenes de bajos recursos la oportunidad de acercarse al boxeo.

## Trayectoria deportiva
Alejandra «Locomotora» Oliveras debutó como profesional el 12 de agosto de 2005, en General Levalle (Córdoba) venciendo por knock out a María del Carmen Potenza. El 20 de mayo de 2006 se consagró campeona mundial peso supergallo de la WBC, al vencer por knock out a Jackie Nava en Tijuana, México. Luego de realizar dos exitosas defensas, perdió el título ante Marcela "La Tigresa" Acuña, el 4 de diciembre de 2008, en un recordado combate en el Luna Park de Buenos Aires.
El 18 de febrero de 2011 fue derrotada por Mónica Acosta por decisión unánime. El 12 de agosto de 2011 se consagró campeona mundial de peso pluma de la WBA, al vencer a Liliana Palmera, en Río Cuarto y el 5 de enero de 2012 obtuvo el título mundial de peso pluma de la WBO, al vencer a Jessica Villafranca en San Antonio de Areco, título que defendió exitosamente cinco veces.
El 11 de octubre de 2013 obtuvo su cuarta corona mundial, esta vez de peso ligero de la WBC, al vencer a Lely Luz Flórez. El 15 de noviembre de 2014 perdió el título superligero del Consejo Mundial de Boxeo (CMB) frente a su compatriota Érica Farías por fallo dividido.
El 8 de abril de 2017 venció en diez asaltos por puntos a Lesly «La Explosiva» Morales en la ciudad de Cutral Co (Neuquén) y se consagró como Campeona Mundial Superpluma de la WPC (Comisión Mundial de Pugilismo)y obtuvo su quinto título en el Gimnasio Municipal “Enrique Mosconi”.
A finales del 2018 propuso la «pelea del siglo», lo cual consistía en pelear la misma cantidad de mismo tiempo que un boxeador hombre, 12 asaltos de 3 minutos, ya que las mujeres suelen pelear 10 asaltos de 2 minutos.
El 11 de mayo de 2019, Oliveras venció a Lesly Morales en el octavo asalto por nocaut técnico, llevándose así el título del mundo de la Comisión Mundial de Pugilismo.

## Trayectoria política
En 2021 se lanzó a la política con el partido Unite Santa Fe, como candidata a Diputada Nacional.
En abril de 2023 participó de la campaña presidencial de Patricia Bullrich, que en caso de ganar se mencionó que participaría de la Dirección Nacional de Seguridad en Eventos Deportivos.
En 2025, Oliveras encabezó la lista del Frente de la Esperanza, que alcanzó el 5,6 % de los votos, y resultó electa como Convencional Constituyente en Santa Fe. No obstante, no llegó a asumir el cargo debido a su fallecimiento tras sufrir un ACV isquémico el 14 de julio, día en que comenzaba la Convención.
Durante toda su carrera visitó muchas ciudades para dar charlas motivacionales a los más jóvenes sobre el deporte boxeo y consejos de vida.

## Televisión
| Año  | Título                                | Notas                                  |
| ---- | ------------------------------------- | -------------------------------------- |
| 2007 | Showmatch: Bailando por un sueño 2007 | 2.ª eliminada                          |
| 2021 | El Gran Premio de la Cocina Famosos   | 2.ª eliminada                          |
| 2025 | En el Barro                           | Rol secundario, estreno en su memoria. |

## Fallecimiento
Oliveras falleció el 28 de julio de 2025 a los 47 años, en el Hospital José María Cullen de la ciudad de Santa Fe como consecuencia de un accidente cerebrovascular isquémico sufrido dos semanas antes, el 14 de julio.